# Adzhi-Bogdo (meteoryt żelazny)
Adzhi-Bogdo (meteoryt żelazny) (inne nazwy: Adz Bogdo, Adzhi-Bogdo II, Aj Bogd, Tömörtolgoy) – meteoryt żelazny należący do  grupy IAB znaleziony w 1952 roku w górach Ałtaju Gobijskiego. Obecnie dysponuje się 582 kg materii meteorytowej.